# جی. ادوارد گریفن
جی. ادوارد گریفن (انگلیسی: G. Edward Griffin؛ زادهٔ ۷ نوامبر ۱۹۳۱) یک نویسنده اهل ایالات متحده آمریکا است.